# 傅振邦故居及其墓园
傅振邦故居(含墓园)，位于山东省昌邑市奎聚街道。是中华人民共和国山东省省级文物保护单位之一。
2013年，列入第四批山东省文物保护单位，该文物保护单位是一座古建筑。